# باختسوگ
باختسوگ (به لاتین: Bakhtsug) یک منطقهٔ مسکونی در روسیه است که در شهرستان کوراخسکی واقع شده‌است.